# Горзов Петро Олександрович
Петро́ Олекса́ндрович Горзов — старший лейтенант Збройних сил України.

## Життєпис
Закінчив суворовське училище в Мукачеві — військовий ліцей з посиленою військовою підготовкою, Національну академію внутрішніх справ — факультет внутрішніх військ. Два роки служив у спецпідрозділі боротьби з тероризмом «Омега». Після переведення «Омеги» в Ужгород був командиром взводу спеціального призначення, пробув півтора року та звільнився в запас.
В часі війни — доброволець, заступник командира роти з виховної роботи, 128-а бригада.

## Нагороди
За особисту мужність і героїзм, виявлені у захисті державного суверенітету та територіальної цілісності України, вірність військовій присязі під час російсько-української війни
- нагороджений орденом Богдана Хмельницького III ступеня (26.2.2015).